# Aliança (anel)

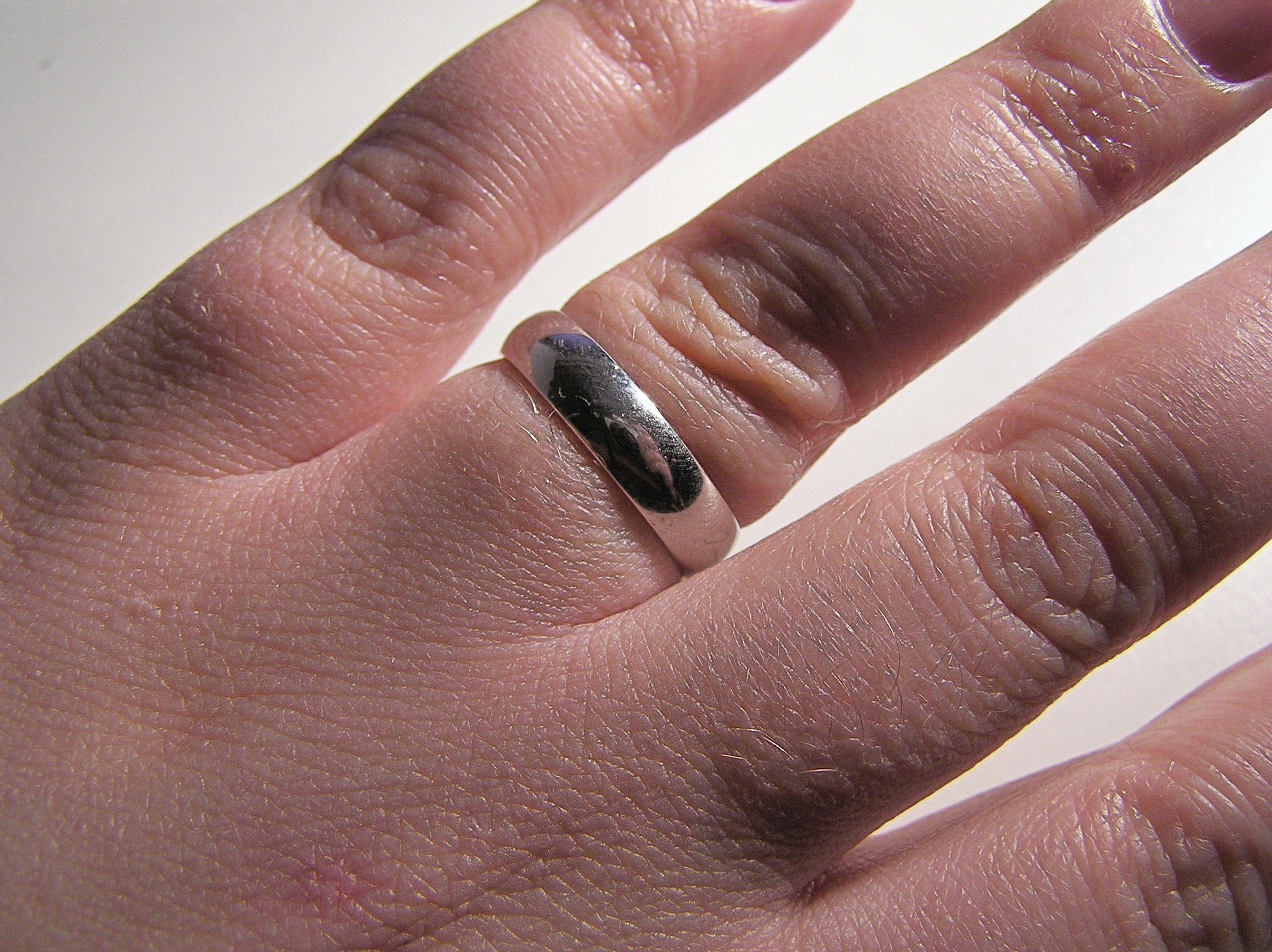
Uma aliança de ouro em um dedo

Aliança é um anel usado para simbolizar um compromisso e a união afetiva entre duas pessoas que se amam totalmente e verdadeiramente, simbolo do romance. Normalmente, é usada para indicar que o utilizador é casado.

## História
Acredita-se geralmente que os primeiros exemplos de alianças de casamento foram encontrados no antigo Egito. Relíquias que datam de 6.000 anos atrás, incluindo pergaminhos de papiro, são evidências da troca de anéis trançados de cânhamo entre os cônjuges. O antigo Egito considerava o círculo como um símbolo da eternidade, e o anel servia para significar o amor perpétuo dos cônjuges. Esta era também a origem do costume de usar a aliança no dedo anelar da mão esquerda, porque os antigos egípcios acreditavam que este dedo encerrava uma veia especial que estava diretamente ligada ao coração, denominada em latim a "Vena amoris".
No início a aliança era tida como um certificado de propriedade da noiva, ou de compra da noiva, indicando que a mesma não estava mais disponível para outros pretendentes. A partir do século IX, a igreja cristã adaptou a aliança como um símbolo de união e fidelidade entre casais cristãos.
Muitas crenças nasceram então, como, por exemplo, o facto de os escoceses dizerem que a mulher que perde a aliança está condenada a perder o marido.

## Composição
Os anéis podem ser reproduzidos com a fusão de material metálico, como aço, ouro e prata, podendo fundi-los numa mesma peça, e podem ser compostos por diferentes materiais como pedras preciosas ou semelhantes.

## Aquisição
As alianças podem ser encontrados como peças de joalharias. Hoje em dia, é possível ainda comprar directamente da fábrica, via Internet. Os desenhos usados variam de acordo com a cultura e são modificados ao longo do tempo.

## Aliança no casamento
Os anéis de casamento são usados pelos noivos na cerimônia de casamento religioso ou civil, por diversas culturas. Costuma-se fazer a troca dos anéis no momento final desta cerimônia. Os noivos colocam as alianças no dedo anelar da mão esquerda um do outro, simbolizando assim a união matrimonial/casamento.

## Aliança de compromisso
Anel de compromisso ou aliança de compromisso, normalmente as pessoas fazem a pesquisa por anéis de prata ou aço, que são utilizado por casais de namorados no Brasil, e cada vez mais utilizado em outros países, como Portugal e outros, para demonstrar fidelidade e seriedade do namoro.
Alguns casais, após completar certo tempo de namoro, optam por trocar alianças de prata, conhecidas como alianças de compromisso ou anéis de compromisso.
É uma forma de demonstrar que o namoro é sério, embora no momento ainda não tenham a intenção de se casar.
A aliança do homem tem o nome da mulher e a data do início do namoro gravada e vice versa. Alguns preferem gravar os dois nomes em ambas, seguidos da data.
Alianças de compromisso são usadas no dedo anelar da mão direita e, na ocasião do noivado, substituídas pelas alianças de noivado.